# ماديس فيهمان
ماديس فيهمان (5 أكتوبر 1995 بتالين في إستونيا - ) (بالإستونية: Madis Vihmann)‏ هو لاعب كرة قدم إستوني في مركز الدفاع. شارك مع منتخب إستونيا تحت 21 سنة لكرة القدم. أما مع النوادي، فقد لعب مع ليفاديا تالين ونادي فلورا.

## وصلات خارجية
- ماديس فيهمان على موقع الاتحاد الأوربي (الإنجليزية)
- ماديس فيهمان على موقع اتحاد إستونيا (الإنجليزية)
- ماديس فيهمان على موقع قاعدة بيانات كرة القدم.إي يو (الإنجليزية)
- ماديس فيهمان على موقع ناشيونال فوتبول تيمز (الإنجليزية)
- ماديس فيهمان على موقع Soccerway.com (الإنجليزية)